# Disková kvóta
Disková kvóta (anglicky quota) je omezení obsazeného místa v souborovém systému na disku uživatelem počítače, který nastavuje jeho administrátor. Pro omezení diskových kvót je nutná podpora v jádře operačního systému a podpora v souborovém systému, jako je např. NTFS, ext2, ext3 nebo ReiserFS.

## Princip funkce
Diskové kvóty přiděluje správce systému uživatelům nebo skupinám uživatelů. Může omezit uživateli kapacitu místa na disku (kvóta na datové bloky), počet souborů (kvóta na počet i-uzlů). V některých souborových systémech lze omezit zabranou kapacitu i podle adresáře.
Operační systém udržuje na disku seznam obsazeného místa a nedovolí uživateli překročit nastavené meze. Při dosažení stropu diskové kvóty není dovolen uživateli další zápis, což může vést ke ztrátě dat (např. při ukládání rozepsaného dokumentu), protože na disku není již dostatek místa. Proto se v některých unixových systémech zavádí tzv. měkká kvóta, kterou je dovoleno dočasně překročit a uživateli je možné zobrazit varování.
V případě NTFS byla podpora zajištěna nejprve pomocí doplňujících aplikací, které se na systém souborů napojily, později (od NTFS 3.0 ve Windows 2000) již také přímo v jádře operačního systému.

## Parametry diskových kvót
- Hard limit  – maximální možné obsazení diskového prostoru; nad tuto hranici si uživatel už nic neuloží
- Soft limit  – hranice nižší než u hard limitu, lze ji překročit, nicméně uživatel bude varován a poběží mu grace period
- Grace period  – uživatel může dočasně uložit na disk více, než je uvedeno v parametru "soft limit" na dobu zadanou parametrem "grace period". Po uplynutí této doby se uživateli nepodaří na disk uložit více, i když ještě nepřekročil mez zadanou parametrem "hard limit".
- Inodes, Blocks  – kvóty lze nastavit jak na celkový objem dat na disku, tak na počet souborů.

Limity lze nastavovat pro každého uživatele nebo skupinu uživatelů zvlášť. Omezit lze jak celkovou velikost souborů, tak i jejich počet (Inodes, Blocks).

## Správa kvót
Metoda správy diskových kvót se různých systémech liší. v unixových systémech se používají příkazy quota, edquota a repquota. Microsoft Windows 2000 a novější používají záložku „Přidělená kvóta“ v okně vlastností disku.